# IC 347
IC 347 је лентикуларна галаксија у сазвјежђу Еридан која се налази на листи објеката дубоког неба у Индекс каталогу.
Деклинација објекта је - 4° 17' 55" а ректасцензија 3h 42m 32,5s. Привидна величина (магнитуда) објекта IC 347 износи 13,0 а фотографска магнитуда 14,0. IC 347 је још познат и под ознакама MCG -1-10-24, IRAS 03399-0427, PGC 13622.